# Пласт (геологія)

Пласт і бокові породи

Пласт (рос. пласт, англ. seam, bed, stratum, layer; нім. Flöz, Schicht) — геологічне тіло, що має плоску форму, при якій його товщина в багато разів менша за розмір площі його поширення, характеризується однорідними ознаками і обмежене паралельними поверхнями: верхньою — покрівлею та нижньою — підошвою.
Товщина пласта визначається за найкоротшою відстанню між покрівлею та підошвою. Пласт може складатися з деяких будь-чим пов'язаних прошарків різних порід (наприклад, пласт вугілля з прошарками аргілітів).

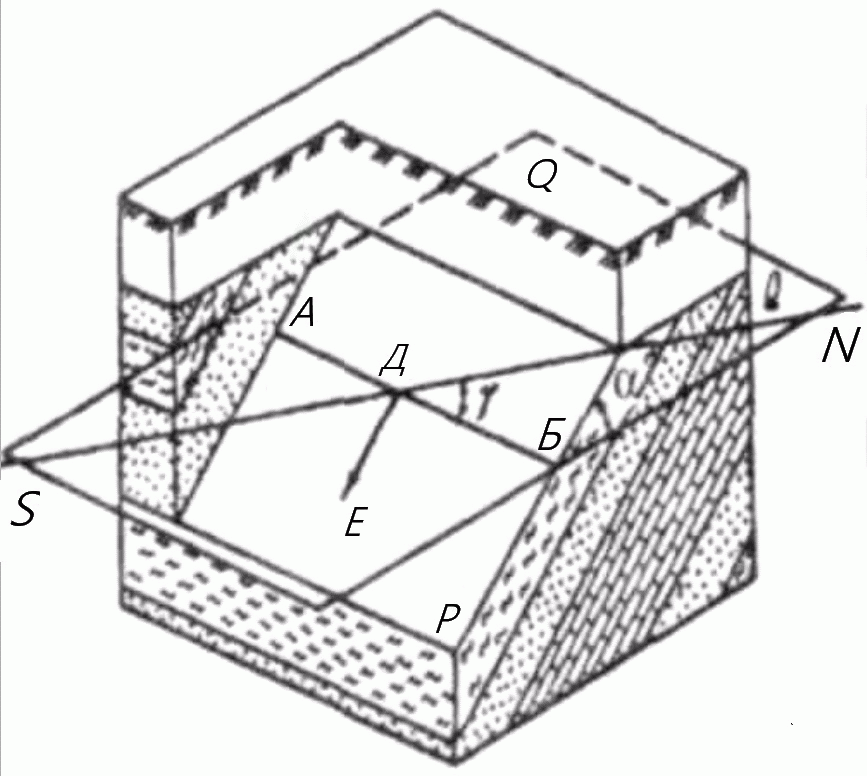
Елементи залягання пласта: АБ — лінія простягання; ДЕ — лінія падіння; NS — напрямок меридіану; a — кут падіння; у — кут простягання; Q — горизонтальна площина; Р — площина пласта

Основні параметри пласта та його розташування у просторі характеризується елементами залягання: товщиною (потужністю), кутом падіння, азимутом простягання.

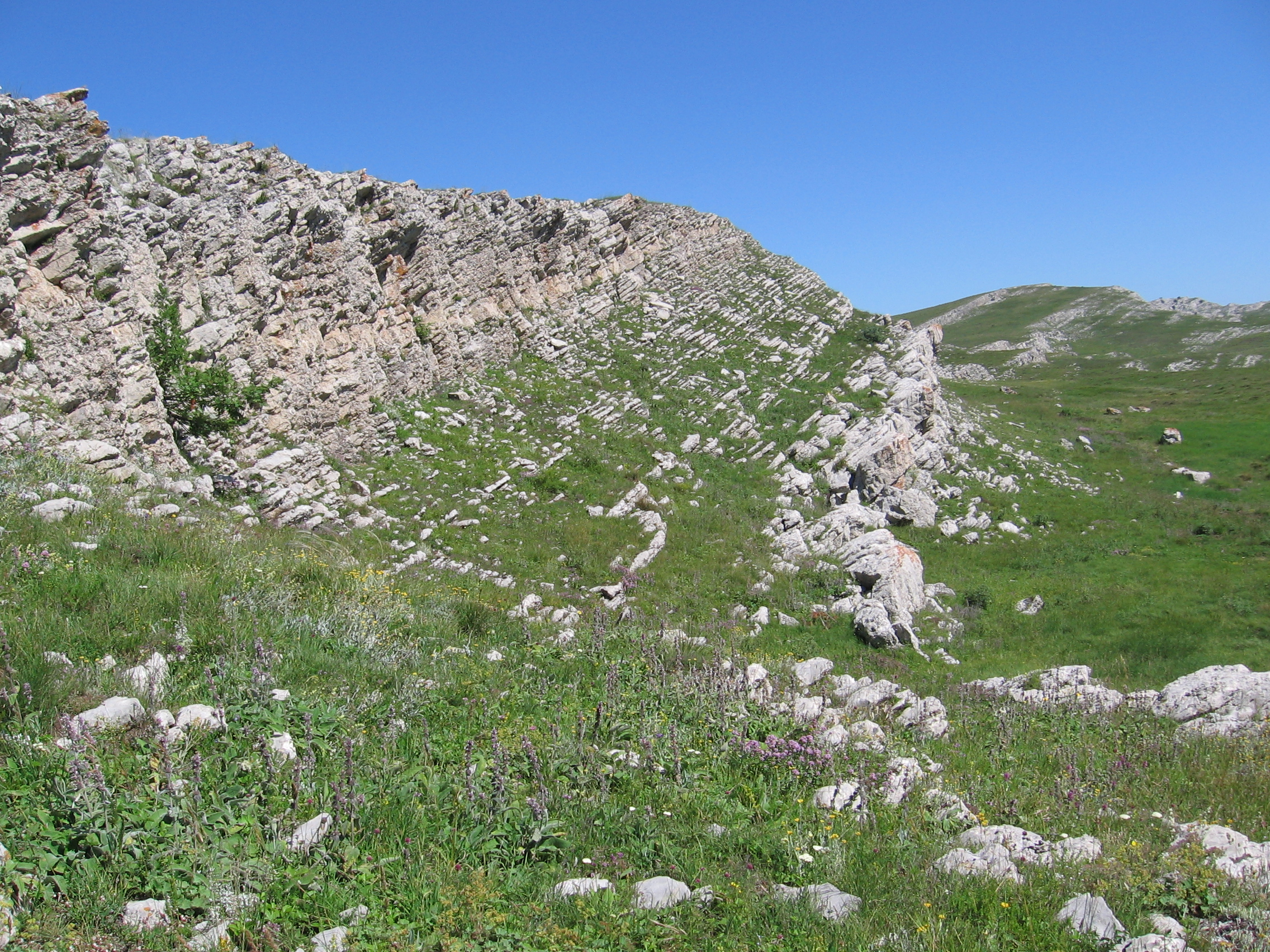
Напластування осадових порід на Бабуган-яйлі. Крим.

## Пласти осадових порід
Найчастіше пластами називають поклади однорідних осадових гірських порід, поширені у земній корі на значній площі і обмежені двома приблизно паралельними поверхнями. Залягання пласта характеризується потужністю (товщиною), кутом падіння та простяганням.
Термін «пласт» часто застосовується по відношенню до стратифікованих скупчень корисних копалин (вугільні пласти, нафтові, рудні, водоносні та інші).
Пласти складаються осадовими, вулканогенно-осадовими або метаморфічними гірськими породами.

## Елементи та характеристики пласта

### Голова залягання пласта
ГОЛОВА ПЛАСТА(рос. голова пласта, англ. outcrop, head of bed, upper edge, basset; нім. Schichtkopf m) – верхня частина похилого або вертикального пласта.

### Граничні кути падіння пластів
ГРАНИЧНІ КУТИ ПАДІННЯ ПЛАСТІВ (рос. граничные углы падения пластов, англ. limiting pitch angles, limiting angles of dip) – найменше значення кутів падіння пластів, при яких виникають небезпечні зрушення (зсуви) порід лежачого боку при підземній розробці пласта.

### Покрівля пласта
ПОКРІВЛЯ ПЛАСТА (рос. кровля пласта, англ. seam roof, top of a bed, cap, roof, hanging wall, upper face of a stratum, нім. hängendes Dach n, Schichtdecke f, Firste f, Hangendes n der Schicht, Flözdach n) –
- 1) Стратиграфічно верхня поверхня, що обмежує шар (пласт).
- 2) Гірські породи, що залягають безпосередньо над пластом (жилою, покладом) корисної копалини. За здатністю відшаровуватися при веденні гірничих робіт виділяють покрівлю безпосередню і покрівлю основну; крім цього, розрізняють несправжню (фальшиву) П.п. На крутих пластах (жилах, покладах) П.п. називається висячим боком.

## Різновиди пластів

### Пласти-колектори
Див. докладніше: Пласт-колектор.
У нафтовидобутку пласт, який є колектором нафти і газу, товстий шар однорідної нафтогазонасиченої гірської породи називають пластом-колектором, або продуктивним пластом.
Товща проникних порід-колекторів обмежуються зверху в покрівлі і знизу (з підошви) флюїдоупором (покришкою). Пласт-колектор є першим елементом нафтогазогеологічного розчленування розрізу нафтогазоносних територій.
Як правило, у нафто- та газовидобуванні виконують оцінку рівнів відборів і компонентовилучення із пластів (компонентовіддачу пластів) — встановлення видобувних можливостей пласта-колектора в часі і приблизних значин коефіцієнтів компонентовилучення із пласта. У процесі розробки родовища природного газу в міру росту накопиченого відбору газу дебіт свердловин знижується. Якщо за даними дослідження кернового матеріалу відомо коефіцієнти пористості mі, проникності ki і водонасиченості sі окремих n пропластків товщиною hi усієї газоносної товщі, то можна побудувати графік залежності логарифма відносного (до початкового) дебіту свердловини від відносного (до запасів) накопиченого відбору з пласта.
Рівень річного відбору газу з родовища розраховують у кожному конкретному випадку на початковій стадії його освоєння, тобто на стадії створення проекту дослідно-промислової експлуатації (ДПЕ) і складання техніко-економічного обґрунтування видобування газу. Далі в міру накопичення інформації за результатами ДПЕ рівні річного відбору газу з родовища уточнюються в проектах і аналізах розробки родовища.
Як правило, рівні річного відбору газу з родовищ становлять 2-4% від видобувних запасів, по окремих родовищах-регуляторах рівень річного відбору газу з родовищ сягає 10%, а в деяких випадках і більше.

### Пласти-супутники
Пласт корисної копалини, суміжний з основним пластом, що розробляється, називають пластом-супутником. Пласт-супутник впливає на газонасиченість повітря виробок у відпрацьовуваному пласті. Шляхом дегазації пластів-супутників досягають зниження газовіддачі у виробки пласта, який відпрацьовується, і збільшення викидобезпеки пластів-супутників.
П.-с. впливає на газовміст виробок у відпрацьовуваному пласті. Шляхом дегазації пластів-супутників досягають зниження газовмісту виробок пласта, який відпрацьовується, і збільшення викидо-безпеки пластів-супутників.

### Пласти гідрофільні і гідрофобні
Пласт гідрофільний — у нафтовидобутку — пористий і проникний пласт, поверхня пор якого є гідрофільною.
Пласт гідрофобний —– у нафтовидобутку — пористий і проникний пласт, поверхня пор якого є гідрофобною.

### Пласти працюючі і продуктивні
Пласт (інтервал) працюючий — у нафтовидобутку — пласт (інтервал) експлуатаційного об'єкта, який при даному перепаді тиску у свердловині забезпечує приплив рідини, газу (у видобувній свердловині) або приймає робочий агент (у нагнітальній свердловині).
Пласт продуктивний — у нафтовидобутку — пласт, який є колектором нафти і газу; товстий шар од-норідної нафтогазонасиченої гірської породи. Син. — пласт-колектор.

### Пласти тріщинуваті і розірвані
Пласт тріщинуватий — пласт гірських порід, якому притаманна тріщинуватість.
Пласт розірвані — пласти гірських порід, розділені на частини розривними порушеннями.

## Параметри і характеристики пласта

### Потужність пласта
Потужність пласта (рос. мощность пласта, англ. seam thickness; нім. Flözmächtigkeit f) — товщина пласта корисної копалини, наприклад, вугілля. Загальна потужність — це загальна товщина всіх пачок корисних копалин і прошарків пустої породи. Корисна потужність пласта — сумарна товщина пачок корисних копалин. За потужністю пласти поділяють на дуже тонкі (до 0,7 м), тонкі (0,71–1,2 м), середньої потужності (1,21–3,5 м) і потужні (понад 3,5 м). Застарілий термін. Рекомендується вживати син. товщина пласта.
Похило залягаючий пласт характеризується істинною, горизонтальною та вертикальною потужностями.
Істинною потужністю називається довжина перпендикуляра, опущеного з будь-якої точки покрівлі пласта до його підошви. Горизонтальна потужність визначається відстанню по горизонталі від будь-якої точки покрівлі до підошви пласта. 
Вертикальна потужність — відстань по вертикалі від будь-якої точки покрівлі до підошви пласта.

### Падіння пласта
Падіння пласта (шару, жили, поверхні розриву) (рос. падение пласта (слоя, жилы, поверхности разрыва), англ. dip of a seam, bed dip, vein dip, vein pitch, gradient, pitch, нім. Einfallen n eines Flözes (einer Schicht, eines Ganges, der Störungsfläche)) – найбільший нахил пласта, шару, товщі, жили, а також поверхні розриву до горизонтальної площини (кут падіння) і меридіана місцевості (азимут падіння). Падіння і простягання – елементи залягання геологічних тіл та структурних поверхонь.
Падіння центриклінальне — падіння пластів гірських порід, спрямоване до одного центру. Характерне для мульд і замикань синклінальних складок.

### Переривчастість пласта
Переривчастість (рос. прерывность; англ. discontinuity, break of continuity, intermittence, нім. Diskontinuität f) — якість мати не безперервну зміну параметра (у часі або по товщині пласта); проміжки, прогалини; бути дискретним, не суцільним; розвиватися чи відбуватися із перервами, зупинками через невеликі проміжки часу. Приклад — переривчастість продуктивного нафтового пласта.

### Пластова температура
Пластова температура (рос. пластовая температура; англ. reservoir temperature; нім. Flöztemperatur f) — температура пласта за умов непорушеного його залягання, яка формується під дією теплового потоку, що напрямлений до поверхні із внутрішньої зони Землі. Основні механізми перерозподілу тепла в земній корі: кондуктивна теплопередача, зумовлена теплопровідністю гірських порід і конвективне перенесення, що пов’язане з рухом флюїдів у тріщинах і порах гірських порід. Показниками температурного стану в надрах є геотермічний градієнт (приріст пластової температури на 1 м глибини) та геотермічний ступінь (величина, обернена до геотермічного градієнта). Зменшення пластової температури ускладнює видобування вуглеводнів і приводить до втрат цінних продуктів (конденсату, в’язкої нафти, парафіну), тому розробка нафтових родовищ (особливо парафінистих нафт) ведеться з підвищенням пластової температури. Точні відомості про пластову температуру необхідні при бурінні свердловин, проектуванні системи розробки та експлуатації нафтових і газових родовищ.

### Пластовий тиск
Пластовий тиск (рос. пластовое давление, англ. reservoir (formation) pressure; нім. Schichtendruck m, Lagerstättendruck m) — тиск пластових флюїдів на вмісні породи, тобто тиск, під яким газ або рідина знаходяться у вугільному пласті або гірській породі. Пластовий тиск — найважливіший параметр, що характеризує енергію нафтогазоносних і водоносних пластів. У формуванні пластового тиску беруть участь гідростатичний тиск, надлишковий тиск покладів нафти та газу (архімедова сила), тиск, що виникає внаслідок зміни об’єму резервуара (порового або тріщинного простору), а також за рахунок розширення (або стискування) флюїдів та зміни їх маси.

### Неоднорідність пластів
Неоднорідність — властивість пласта корисної копалини, що зумовлена просторовою зміною його структурно-фаціальних і літолого-фізичних характеристик.
Виділяють Н.п. за речовинним складом, пористістю, проникністю, товщиною, питомим електричним опором та ін. властивостями. Н.п. може характеризуватися різними показниками: коефіцієнтом відносної піщанистості, коефіцієнтом розчленованості та ін. Залежно від масштабу прояву розрізняють мікронеоднорідність і макронеоднорідність. Під мікронеоднорідністю розуміють мінливість породи одного літологічного типу, її структурних характеристик і залежних від них фізичних і колекторських параметрів. Макронеоднорідність виражається переважно в зміні порід різних літологічних типів (наприклад, прошарки і лінзи пустої породи тощо). За формою прояву і за напрямком розрізняють зональну Н.п., пов'язану, наприклад, з виклинюванням або літологічним заміщенням порід у латеральному напрямку, шарувату Н.п., зумовлену перешаровуванням порід одного літологічного типу з відмінними фізичними властивостями або порід різних типів.
За генезисом Н.п. може бути «первинною», тобто такою, яка проявилася в процесі седиментогенезу, і «вторинною», яка виникла під час діагенезу і епігенезу (наприклад, тріщинуватість).

### Пластові умови
Пластові умови — термобаричні умови знаходження нафти (газу, води) в продуктивному пласті.

## Галерея зображень

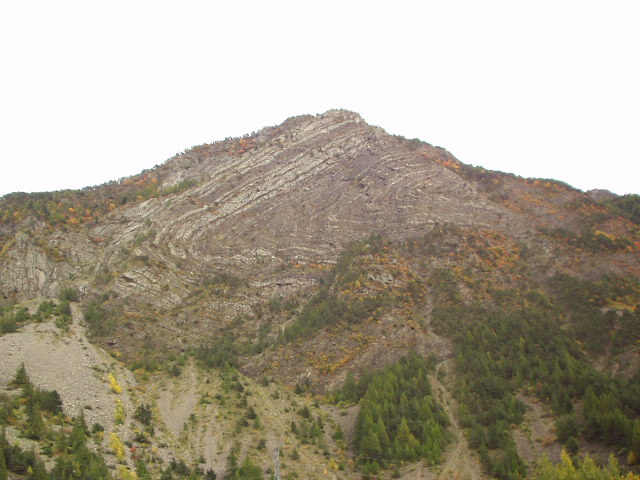
Пласти на горі у Французьких Альпах
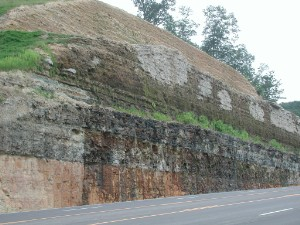
Дорога прокладена через вапняки та сланцеві пласти на сході Теннессі
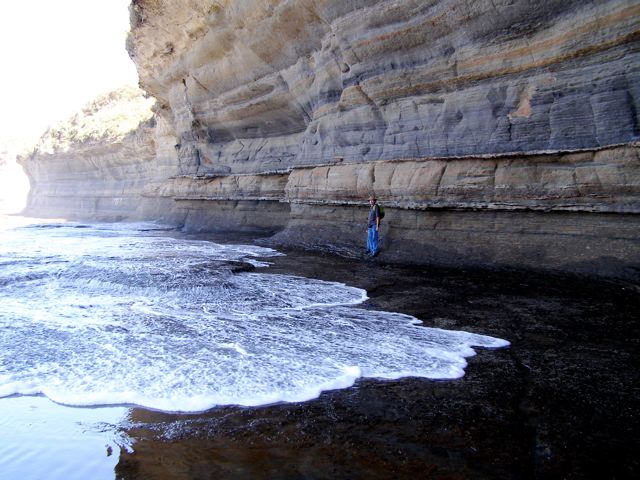
Гірські пласти в Depot Beach, Новий Південний Уельс
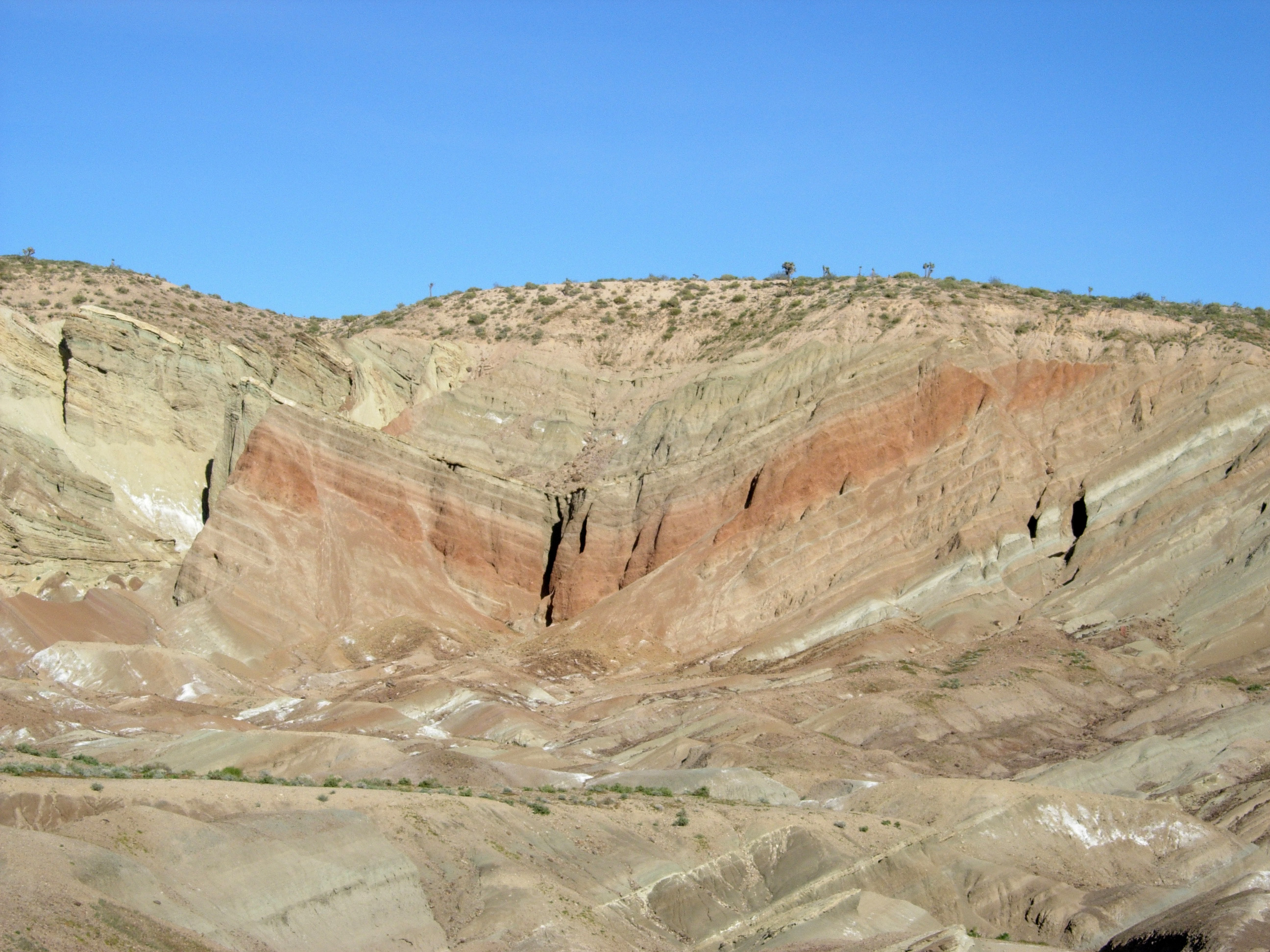
Rainbow Basin Syncline near Barstow, California. Folded strata.
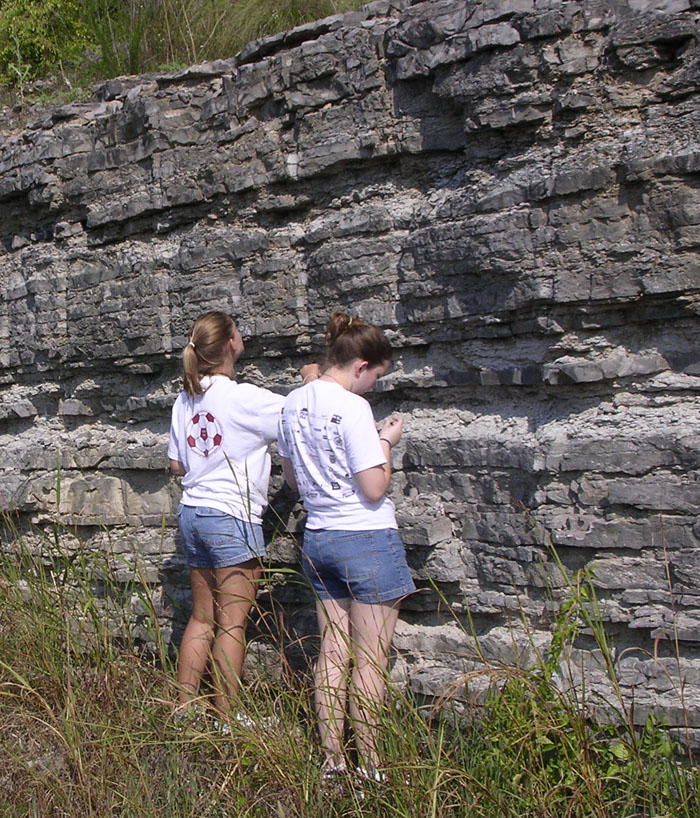
Оголені вапняки і дрібні сланці, центральне Теннессі
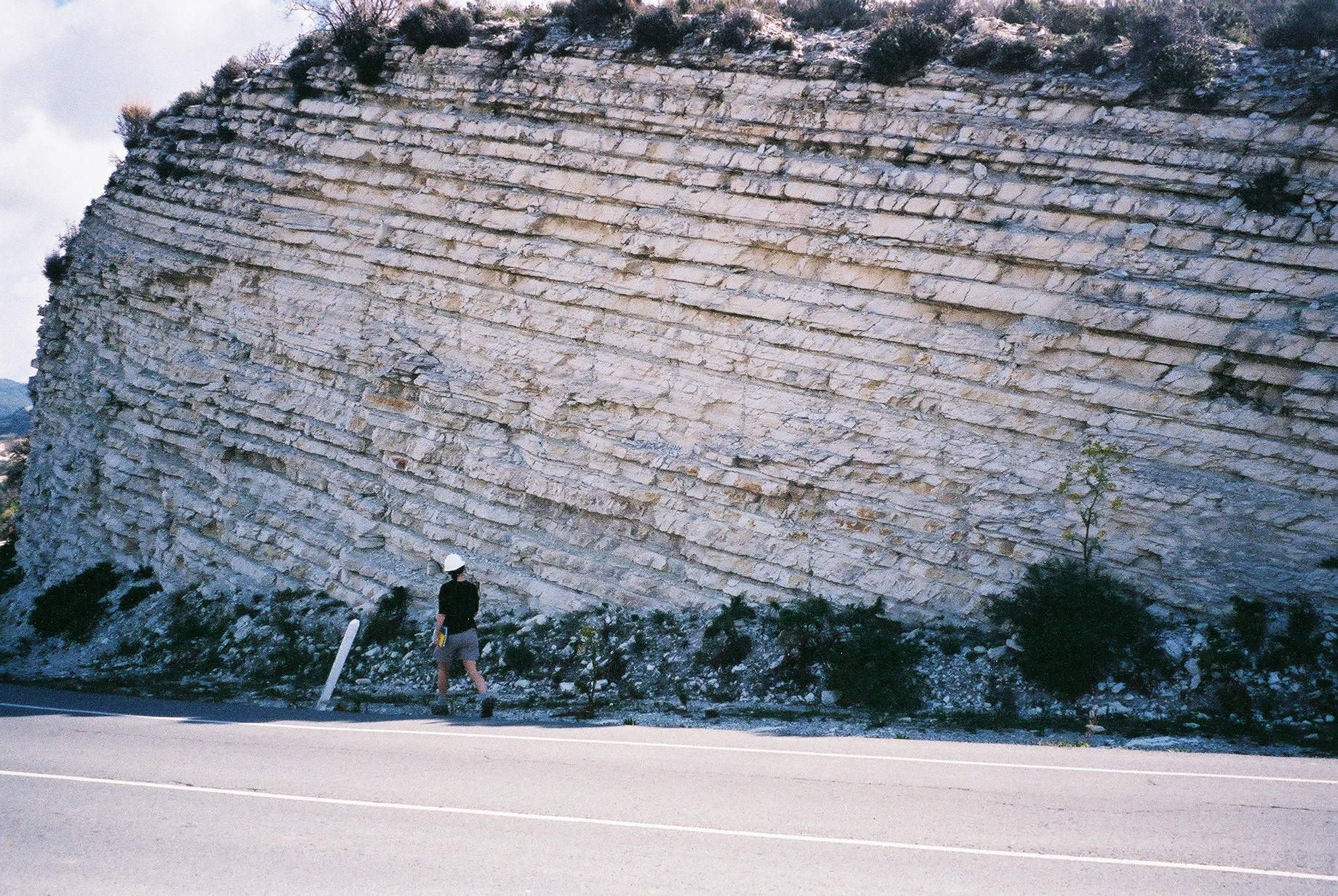
Крейдяні пласти на Кіпрі - показують класичну шарувату структуру